# Ihor Szewczenko
Ihor Anatolijowycz Szewczenko, ukr. Ігор Анатолійович Шевченко (ur. 10 stycznia 1971 w Aleksandrii) – ukraiński prawnik i przedsiębiorca, od 2014 do 2015 minister środowiska.

## Życiorys
Z wykształcenia prawnik, absolwent Instytutu Stosunków Międzynarodowych w ramach Uniwersytetu Kijowskiego. Kształcił się także na uczelniach we Włoszech i Stanach Zjednoczonych. W 1995 współtworzył własną firmę prawniczą. Był doradcą mera Kijowa (2001–2006) i premier Julii Tymoszenko (2005), a także członkiem rady ekspertów jednego z komitetów Rady Najwyższej (2008). W 2007 zrezygnował z praktyki prawniczej, zakładając prywatne przedsiębiorstwo działające w branży mediowej i poligraficznej. Organizował i stał na czele Merytokratycznej Partii Ukrainy, która nie podjęła szerszej działalności.
2 grudnia 2014 objął stanowisko ministra środowiska (odpowiedzialnego za ekologię i zasoby naturalne) w drugim rządzie Arsenija Jaceniuka (z rekomendacji Batkiwszczyny). Został odwołany z tego urzędu 2 lipca 2015.
W 2019 był kandydatem w wyborach prezydenckich, otrzymał około 0,1% głosów.